# Gouveias
Gouveias is een plaats (freguesia) in de Portugese gemeente Pinhel en telt 358 inwoners (2001).